# Jean-Jacques de Boissieu
Jean-Jacques de Boissieu, född 30 november 1736 och död 1 mars 1810, var en fransk målare och gravör.
Som målare utförde Boissieu bland annat några bergslandskap, men han gjorde sig främst känd som tecknare. I sina raderingar bildade han en egent teknik genom studiet av nederländska mästare. Han utförde bland annat ett flertal yver från Italien och Frankrike.